# Steinheim an der Murr
Steinheim an der Murr es una ciudad alemana perteneciente al distrito de Luisburgo de Baden-Wurtemberg.

## Localización
Se ubica en la confluencia de los ríos Bottwar y Murr, unos 10 km al noreste de la capital distrital Luisburgo.

## Historia
La localidad es conocida por haberse hallado aquí el Cráneo de Steinheim, uno de los fósiles humanos más antiguos de Europa. Se conoce la existencia de la localidad desde el año 832, según el Códice de Lorsch. Pertenece a Wurtemberg desde 1564. Históricamente ha sido mencionada varias veces como ciudad, pero no recibió oficialmente este título hasta 1955.

## Demografía
A 31 de diciembre de 2015 tiene 12 219 habitantes.